# João Tomás
Pour les articles homonymes, voir Tomas.
João Henrique Pataco Tomás est un footballeur portugais né le 27 mai 1975 à Oliveira do Bairro. Il évolue au poste d'attaquant.
Il est considéré comme étant l'un des attaquants les plus constants du championnat portugais [réf. souhaitée].

## Biographie

### En club
Révélé à l'Académica de Coimbra, il est surnommé par le public O Jardel de Coimbra (Le Jardel de Coimbra en hommage au goaléador brésilien Mário Jardel).
Il signe début 2000 chez le géant Benfica pour 200 000 euros. Après un certain temps d'adaptation, il réussit à s'imposer aux côtés de Pierre van Hooijdonk, la star néerlandaise, la saison suivante. Il réussit ensuite même à pousser le Oranje sur le banc des remplaçants.
Durant l'été 2001, le Betis Séville engage le portugais pour environ 4,5 millions d'euros. En Espagne, il n'est pas toujours titulaire et n'a pas toujours la confiance de l'entraîneur, Juande Ramos. Il joue tout de même 20 matchs et marque 7 buts et le club andalou se qualifie pour la Coupe UEFA.
Lors de la saison 2002-03, l'entraîneur change et est remplacé par Víctor Fernández qui ne le fait presque pas jouer.
Les 2 saisons suivantes, il est prêté et retrouve petit à petit son efficacité. Il marque ainsi 15 buts pour le club de Braga lors de la saison 2004-2005. Il marque notamment les esprits en marquant 2 buts importants lors de la victoire 3-1 face au FC Porto à l'Estádio do Dragão. Cette défaite provoque la démission de l'entraîneur de Porto, un certain Víctor Fernández. En 2005, il est en fin de contrat au Bétis et choisit de prolonger l'aventure à Braga. 
L'année suivante, il effectue un pige d'une saison au Qatar où il marque 22 buts en 20 matchs toutes compétitions confondues. Il finit tout de même 3e meilleur buteur du championnat et 4e du championnat.
Après un retour d'une saison à Braga, il signe en juillet 2008 un contrat d'un an avec le Boavista FC, qui vient d'être relégué en Liga de Honra. Avec 12 buts, il est le meilleur buteur du club pour la saison 2008-2009 mais ne peut empêcher la relégation du club en II Divisão.
En 2009, il s'engage pour le club du Rio Ave FC.

### En équipe du Portugal
Il honore sa première sélection en équipe du Portugal le 15 novembre 2000 lors d'un match contre Israël (victoire 2-1). 
Après 5 ans et demi d'absence de la Selecao, il est rappelé par Luiz Felipe Scolari pour le match amical du 5 juin 2007 contre le Koweït. Il marque à cette occasion son 1er but international. 
Au total, João Tomás compte 4 sélections et 1 but en équipe nationale.

## Carrière
| Saison    | Club                         | Pays             | Division                   | Matchs        |
| --------- | ---------------------------- | ---------------- | -------------------------- | ------------- |
| 1995-1996 | Anadia Football Club         | Portugal         | II Divisão                 |               |
| 1996-1997 | Académica de Coimbra         | Portugal         | Liga de Honra              | 15 (1)        |
| 1997-1998 | Académica de Coimbra         | Portugal         | SuperLiga                  | 28 (7)        |
| 1998-1999 | Académica de Coimbra         | Portugal         | SuperLiga                  | 21 (1)        |
| 1999-2000 | Académica de Coimbra Benfica | Portugal         | SuperLiga                  | 17 (19) 9 (2) |
| 2000-2001 | Benfica                      | Portugal         | SuperLiga                  | 31 (17)       |
| 2001-2002 | Benfica Betis Séville        | Portugal Espagne | SuperLiga Primera División | 1 (0) 20 (7)  |
| 2002-2003 | Betis Séville                | Espagne          | Primera División           | 11 (1)        |
| 2003-2004 | →Vitoria Guimarães (prêt)    | Portugal         | SuperLiga                  | 20 (3)        |
| 2004-2005 | →Sporting Braga (prêt)       | Portugal         | SuperLiga                  | 29 (15)       |
| 2005-2006 | Sporting Braga               | Portugal         | SuperLiga                  | 30 (15)       |
| 2006-2007 | Al Arabi Doha Al Rayyan Club | Qatar            | D1 qatari                  | 17 (8) 9 (8)  |
| 2007-2008 | Sporting Braga               | Portugal         | SuperLiga                  | 10 (1)        |
| 2008-2009 | Boavista                     | Portugal         | Liga de Honra              | 28 (12)       |
| 2009-2010 | Rio Ave FC                   | Portugal         | SuperLiga                  | 14 (6)        |
| 2010-2010 | Al Sharejh                   | Qatar            | D1 qatarie                 | 1 (2)         |

## Palmarès
- 4 sélections et 1 but avec le  Portugal entre 2000 et 2007
- Montée en SuperLiga en 1997
- 3e meilleur buteur de la D1 qatarie en 2007

## Statistiques
À l'issue de la saison 2009-2010
- 7 matchs et 2 buts en Coupe de l'UEFA
- 194 matchs et 64 buts en 1re division portugaise
- 60 matchs et 32 buts en 2e division portugaise
- 32 matchs et 7 buts en 1re division espagnole
- 26 matchs et 16 buts dans le championnat du Qatar